# WASP-43 b
WASP-43 b è un pianeta in transito in orbita attorno alla giovane stella attiva WASP-43, una nana arancione che si trova nella costellazione del Sestante, distante 261 anni luce dal sistema solare.
Il pianeta ha una massa due volte superiore a quella di Giove e un raggio approssimativamente uguale. WASP-43 b era già uno degli obiettivi del programma SuperWASP, prima di venire studiato con gli strumenti dell'osservatorio di La Silla in Cile, che ne confermarono l'esistenza, fornendo anche le caratteristiche fisiche e orbitali del pianeta. L'annuncio della scoperta è avvenuto nell'aprile 2011.
Quando fu scoperto il pianeta aveva un periodo orbitale di circa 0,8 giorni (19,2 ore), il secondo più breve mai rilevato dopo quello di WASP-19 b, ed era il gioviano caldo noto più vicino alla propria stella, fatto che potrebbe essere spiegato dalla piccola massa della stella madre.

## Storia dell'osservazione
Questo pianeta venne segnalato come causa di un potenziale evento transito astronomico nei dati raccolti da SuperWASP, un programma britannico che ricerca pianeti extrasolari tramite il metodo del transito. Venne osservato per la prima volta dall'osservatorio WASP-sud in Sudafrica, al South African Astronomical Observatory, tra gennaio e maggio 2009.
Ulteriori osservazioni vennero condotte dell'organizzazione SuperWASP sia nell'emisfero settentrionale che in quello meridionale, tra gennaio e maggio 2010 che portarono all'acquisizione di 13.768 valori, e fu impiegato anche lo spettrografo CORALIE del Leonhard Euler Telescope da 1,2 m.  Quattordici misurazioni con il metodo della velocità radiale confermarono WASP-43 b come un pianeta e permisero di calcolarne la massa. L'uso del telescopio TRAPPIST di La Silla ha permesso nel dicembre 2010 al team scientifico che conduceva gli studi sul pianeta di creare una curva di luce del transito del pianeta.
La scoperta del pianeta fu poi annunciata nel numero della rivista Astronomy and Astrophysics del 14 aprile 2011.
Nel 2014 fu rilevato un secondo transito del pianeta. Una completa rilevazione delle fasi del pianeta fu pubblicata nel settembre 2014.